# Digger Phelps
Richard Frederick Phelps, né le 4 juillet 1941 à Beacon dans l'État de New York, est un entraîneur de basket-ball professionnel connu pour avoir été pendant deux décennies l'entraîneur des Fighting Irish de Notre-Dame. 
Joueur universitaire des Broncs de Rider, il y passe la majeure partie du temps sur le banc, marquant 52 points au total à l'université. Entraîneur assistant pour les Quakers de Penn, il est embauché par les Rams de Fordham en 1970. En 1971, il y réalise une saison remarquable en commençant la saison par douze victoires consécutives. Figure historique de l'université, il transforme le programme de basket-ball d'un niveau médiocre à l'une des meilleures équipes du pays. En 1974, il est nommé entraîneur universitaire de l'année alors qu'il mène l'équipe à un bilan de 26 victoires pour 3 défaites. Le 19 janvier 1974, son équipe met fin à la série de 88 victoires consécutives des Bruins d'UCLA. Après avoir mis un terme à sa carrière comme l'entraîneur le plus victorieux de l'université, il devient consultant pour la chaîne de télévision ESPN. Il a survécu à deux cancers et dessine des timbres pour la poste américaine.